# Денисенко Ніна
Ніна Денисенко — українська театральна хореографка, балетмейстерка, організаторка українського балету «Дніпро» в Австралії.

## З життєпису
Народилася 15 січня 1906 на Запоріжжі. 
У Варшаві в 1920-х роках вивчала танок у В. Авраменка та в Балетній Академії Т. Висоцької; спеціалізувалася в українському танку. Працювала в Українському Театрі у Варшаві. Під час війни опікувалася українцями в німецькому таборі полонених. З 1950 в Австралії — організаторка культурно-освітнього життя, учителька українознавчих шкіл, керівниця української балетної школи та ансамблю «Дніпро» в Сіднеї і Ньюкаселі, НПВ. Створила нар. балети «Довбуш» і «Причина».
Дружина Дмитра Денисенка-Зубченка, мати Леоніда і Юрія Денисенка.
Померла 30.6.1978 року в Сіднеї, похована там же.